# Napoli, New York
Napoli är en kommun (town) i Cattaraugus County i delstaten New York. Vid 2020 års folkräkning hade Napoli 1 173 invånare.